# 非常婚事
是一部台湾、香港和新加坡合作投資的電影。由香港票房女王和金马影后吴君如和新马最受欢迎电影男主角李国煌领銜主演的首部合作电影作品。这是一部具文化色彩的另类电影。当一个在哀悼死去的儿子的前歌手/母亲找上一对灵媒父子帮她寻找媳妇的当儿，使他们各自有了不同的领悟，而因此改变了他们每一个人的命运和人生观。围绕着亲情和死亡的题材，这个简单的故事展现出既有趣和感人的情节，反映出华人社会对待死亡的微妙情怀和父子、母子、夫妻之间、甚至自己和自己的关系。由新加坡導演王明操刀，全片在新加坡拍摄。影片获得香港亚洲电影节2014 － 亚洲新导演奖提名， 并将于电影节特别献映。 接着将于2014年11月20日起在各地上映。

## 简介
11岁的Boy是一位著名的小灵媒。他的单亲父亲黄师傅靠Boy作为卖点来发挥所长，吸引更多生意。曾经红透一时的前歌星方晓梅（现任的吴太太）找他们父子俩来当媒人，替死去的儿子吴善鹏娶妻。
当这一对非常媒人和“有名”顾客三人一同进行相亲的「婚戒法事」时，法事进行得不太顺利，久久都没有合适的人被选上。原来，善鹏的死因不明，尸体当初是在河边被发现的。经过无数的失败后，死者终于「选」上了他的「妻子」。黄师傅坚持法事已成功完成，这位「妻子」是不二人选。但吴太太却不肯接受被选中的的对象，两人越搞越僵。
Boy开始怀疑到底他们的法事出错了，还是父亲的灵媒法术其实是个骗局。而Boy在学校裡也开始遭受排斥。
冥婚礼的吉日快到了，吴太太打算为儿子摆一次体面盛大的冥婚宴。但找谁来当正选的媳妇呢？吴太太的“小江湖”老公吴先生只好出面摆平这个难题。
婚礼当晚，吴太太遇到接二连三的怪事和阻碍，这场冥婚变得不可思议。幸好那一对非常媒人临时赶到现场急救。
当两家的惊人秘密都被揭发，大家都被逼面对真相。但他们是否能摆脱往日的偏见，勇敢去接受生命的真理呢？

## 主要演员
| 演員                       | 角色             |
| 吴君如                     | 吴太太（方晓梅） |
| 李国煌                     | 黃飞洪师傅       |
| 詹瑞文                     | 吴先生           |
| 王柏傑                     | 吴善鹏           |
| 肯治·費茲傑羅              |                  |
| 陳星兆（粵語配音：羅梓龍） | （小灵媒）       |
| 陈建彬                     | 纸扎店老板       |
| 程旭辉                     | 酒店经理         |
| 刘玲玲（特别演出）         |                  |